# استان دونگ تاپ
استان دونگ تاپ (به لاتین: Đồng Tháp Province) یک استان در ویتنام است که در مکونگ دلتا واقع شده‌است.

## خصوصیات
استان دونگ تاپ ۳٬۲۳۸ کیلومترمربع مساحت و ۱٬۶۳۹٬۴۰۰ نفر جمعیت دارد.